# Ace Combat Advance
Ace Combat Advance — видеоигра серии Ace Combat в жанре аркадного авиасимулятора с видом сверху, разработанная венгерской компанией HumanSoft для Game Boy Advance. Вышла в феврале 2005 года в Северной Америке и в августе 2006 года в Европе. Является единственной игрой франшизы, которая не издавалась в Японии.

## Игровой процесс
Кампания состоит из 12 миссий. Перед каждой миссией игрок проходит инструктаж, в который входят текущее положение дел и цели операции, и выбирает один из доступных ему самолётов и вооружение. Для прохождения миссии игроку необходимо выполнить основную цель в течение определённого промежутка времени. В игре представлены 10 вымышленных самолётов, основанных на реально существующих.
Особенностью Ace Combat Advance является возможность вызывать самолёт для восстановления очков здоровья и боекомплекта неограниченное количество раз.

## Сюжет
В 2032 году из-за глобализации границы между странами стёрлись, а транснациональные корпорации стали мировыми экономическими сверхдержавами. Одной из них является General Resource Ltd., которая использует современную военную технику и опирается на Воздушные ударные силы (ВУС) для устранения любой угрозы её превосходству.
Чтобы противостоять ВУС, была создана международная коалиция, возглавляемая элитной эскадрильей под названием Объединённая воздушная оборона (ОВО). Управляемому игроком пилоту предстоит помочь эскадрилье уничтожить ВУС и подорвать положение General Resource Ltd.

## Восприятие
| Сводный рейтинг       | Сводный рейтинг |
| Агрегатор             | Оценка          |
| --------------------- | --------------- |
| GameRankings          | 51,12 %         |
| Metacritic            | 56/100          |
| Иноязычные издания    |                 |
| Издание               | Оценка          |
| GameSpot              | 5,6/10          |
| IGN                   | 4,5/10          |
| Jeuxvideo.com         | 8/20            |
| Nintendo World Report | 5/10            |

Ace Combat Advance получила в основном средние оценки критиков. На агрегаторе Metacritic игра имеет средний балл 56 из 100 на основе 12 рецензий.